# Jefim Lvovič Aleskovski
Jefim Lvovič Aleskovski (rusko Ефим Львович Алесковский), sovjetski general, * 1899, † 1988.

## Življenjepis
Med drugo svetovno vojno je bil namestnik glavnega komunikacijskega častnika za Kalininsko fronto.